# HD32035
HD32035 — хімічно пекулярна зоря спектрального класу A2, що має видиму зоряну величину в смузі V приблизно  7,3.
Вона  розташована на відстані близько 591,9 світлових років від Сонця.